# Европейская медаль толерантности
Европейская медаль толерантности — европейская награда в области толерантности, учреждённая Европейским советом по толерантности и примирению (ЕСТП) в 2008 году.
Цель данной награды — удостоить честью и отметить выдающиеся творческие достижения в деле развития идей толерантности. Особое внимание уделяется достижениям. Основная цель — привлечь внимание к успешным мероприятиям, которые могут служить моделью для других в области развития толерантности и укрепления мира. Таким образом, награда признает эффективность и дальновидность. Определение влияния таких достижений является частью процесса выдвижения кандидатов и оценки их работы.
Награда направлена на эффективное внедрение Принципов толерантности как в общественную, так и в частную жизнь, особенно в процессе выработки политической стратегии, в законодательную деятельность на национальном и региональных уровнях и работу по внедрению законов, а также в область искусств, образования, культуры, науки и информации.
Награда вручается лицам, группам лиц, общественным, правительственным и межправительственным организациям и учреждениям за выдающийся вклад и лидерство в деле развития идей толерантности в Европе и борьбы с самыми отвратительными формами нетерпимости, такими как ксенофобия, антисемитизм, агрессивный национализм, политический экстремизм и преступления, совершаемые на почве расовой ненависти.
Данная награда может также вручаться семьям, чьи родственники погибли в борьбе с нетерпимостью.
Награда вручается непосредственно лауреату в виде золотой Европейской медали толерантности. Данная медаль является постоянным знаком присуждаемой награды.
Художественным прототипом медали является скульптура Осипа Цадкина «Адам и Ева» 1937 года, изображающая фигуры Адама и Евы и древо жизни между ними.
Первая Европейская медаль толерантности была вручена 11 октября 2010 года королю Испании Хуану Карлосу I за вклад в создание толерантного общества в непростой для всей Европы переходный период.
Вторую и третью медаль толерантности в октябре 2012 года получили из рук председателя Европейский совет по толерантности и примирению Александра Квасьневского и сопредседателя ЕСТП Вячеслава Кантора президент Хорватии Иво Йосипович и экс-президент Сербии Борис Тадич за исключительную личную руководящую роль и решимость в продвижении истины, толерантности и примирения на Балканах. Церемония награждения состоялась в Европейском Парламенте в Брюсселе в присутствии председателя Европарламента Мартина Шульца. Шульц напомнил, что награда вручается Советом по толерантности политикам и дипломатам, правительственным и неправительственным организациям за выдающийся вклад в развитие идеи мира и безопасности. «Признание заслуг должно привлекать внимание к действиям, которые могут служить моделью для других», — отметил он.
Как отметил на церемонии награждения сопредседатель ЕСТП Вячеслав Кантор, югославский конфликт 90-х годов XX века явился самым кровопролитным и разрушительным в Европе после Второй мировой войны. «Недостаток толерантности даже между небольшими государствами может стать спусковым крючком для новой мировой войны любых масштабов. Вот почему все в мире так высоко оценивают процесс примирения между Сербией и Хорватией», — заявил он.
В 2015 году медалью толерантности был награждён известный футболист Самюэль Это’о за борьбу с расизмом в футболе.
Медаль толерантности за 2016 год была вручена режиссёру Андрею Кончаловскому «за достижения в области культуры, в которых особое значение имеет сохранение памяти о трагедиях человечества, в том числе — за фильм „Рай“».
В 2018 году Медаль толерантности была вручена князю Монако Альберу II за исключительное персональное руководство и заслуги в деле продвижения толерантности, примирения и исторической правды.